# Рауталахти (Сортавальский район)
Ра́уталахти (фин. Rautalahti) — посёлок в составе Хаапалампинского сельского поселения Сортавальского района Республики Карелия.

## Общие сведения
Расположен на берегу залива в северо-западной части Ладожского озера, на автодороге Сортавала — Лахденпохья.
В 1977 году, на одной из скал полуострова Рауталахти, установлен памятник воинам 168-й дивизии и морякам Ладожской Краснознамённой военной флотилии, павшим в боях при попытках вернуть территории Северного Приладожья финскими военными в августе 1941 года.
Вблизи посёлка находится государственный охотничий заказник «Северо-Приладожский» — особо охраняемая природная территория.

## Население
| 2002 | 2009 | 2010 | 2013 |
| ---- | ---- | ---- | ---- |
| 2    | →2   | ↗7   | ↘2   |